# تيريا إردي
تيريا إردي (ティエリア・アーデ) هو شخصية رئيسية في مسلسل الأنمي البدلة المتنقلة جاندام 00. وابتكر الشخصية يون كوغا  وميتشينوري شيبا
- الأداء الصوتي في الأنمي: هيروشي كاميا (الياباني)، سامويل فنسنت (الأنجليزي)